# Scombrops oculatus
Scombrops oculatus är en fiskart som först beskrevs av Poey, 1860.  Scombrops oculatus ingår i släktet Scombrops och familjen Scombropidae. Inga underarter finns listade i Catalogue of Life.